# Brienomyrus brachyistius
Brienomyrus brachyistius е вид лъчеперка от семейство Mormyridae. Видът не е застрашен от изчезване.

## Разпространение
Разпространен е в Ангола, Бенин, Габон, Гана, Гвинея, Гвинея-Бисау, Демократична република Конго, Екваториална Гвинея, Камерун, Кот д'Ивоар, Либерия, Мали, Нигерия, Сенегал, Сиера Леоне и Того.

## Описание
На дължина достигат до 12,4 cm.